# Miguel Altieri
Miguel Altieri, né le 3 septembre 1950 à Santiago du Chili, est un professeur d'agroécologie de nationalité chilienne et américaine, depuis 1981 en poste à l'université de Berkeley, en Californie.

## Biographie
Après des études universitaires au Chili et en Colombie, il obtient en 1979 son doctorat en entomologie à l'Université de Floride.
En 1986 il participe au National Forum on BioDiversity à Washington et contribue au livre qui en est issu par un chapitre écrit en collaboration avec Laura C. Merrick et intitulé Agroecology and In Situ Conservation of Native Crop Diversity in the Third World.
En 1988, Miguel Altieri, professeur à l'université de Berkeley, présente l'agroécologie comme la base scientifique d'une agriculture alternative.
L’agroécologie est une discipline scientifique émergente, ayant pour objet l'étude des agroécosystèmes.
Miguel Altieri, pionnier de cette discipline, est régulièrement sollicité par le Programme des Nations unies pour l'environnement (PNUE).
En 1995, il en donne la définition suivante : « L'agro-écologie est la science de la gestion des ressources naturelles au bénéfice des plus démunis confrontés à un environnement défavorable. Cette science, de nature biophysique au sens large, porte ainsi sur l'accumulation de connaissances sur les fonctionnements des écosystèmes (cultivés). Elle conduit à la conception, à la création et à l'adaptation sous la forme participative de systèmes de culture complexes productifs et par suite attractifs malgré un milieu défavorable et malgré un recours très faible aux intrants. ».
De 1996 à 2000, il préside le comité des ONG du  Groupe consultatif pour la recherche agricole internationale (CGIAR).

## Publications
- Altieri, M. A. 1986 (1983 pour l'édition originale). L'Agroécologie : bases scientifiques d'une agriculture alternative.
- Altieri, M. A. et M. Z. Liebman (eds.). 1988. Weed Management in Agroecosystems: Ecological Approaches. Book for CRC Uniscience Series. CRC Press, Boca Raton, Floride. 354 p.
- Altieri, M. A. 1988. Environmentally Sound Small Scale Agricultural Projects. Vita. Mohonk Trust. 162 p.
- Altieri, M. A. et S. B. Hecht (ed.). 1991. Agroecology and Small Farm Development. Boca Raton, Floride. 262 p.
- Altieri, M. A. 1993. Crop Protection Strategies for Subsistence Farmers. Westview Press, Inc. Boulder, Colorado. 197 p.
- Altieri, M. A. 1994. Biodiversity and Pest Management in Agroecosystems. Haworth Press, Inc., New York
- Altieri, M. A. et al. 1994. Agricultura sustentable: un caso de simulación para Chile. Editorial Universidad de Talca, Chili. 92 p.
- Altieri, M. A. 1995. Agroecology: The science of sustainable agriculture. Westview Press, Boulder, Colorado. Édition revue et augmentée.
- Altieri, M. A. 1995. Agroecology: creating the synergism for a sustainable agriculture. UNDP Guidebook Series, New York. 87 p.
- Altieri, M. A. 1996. Enfoque agroecologico para el desarrollo de sistemas de producción sostenible en los Andes. Centro de Investigación, Educación y Desarrollo. Lima, Pérou. 92 p.
- Altieri, M.A. l998. Agroecologia: a dinamica productiva da agricultura sustentavel. Editora de Universidade. UFRGS, Rio Grande do Sul, Brésil. 110 p.
- Altieri, M.A. et C.I. Nicholls. 2000. Agroecologia: teoria y practica para una agricultura sustentable. Serie Textos Basicos para la Formacion Ambiental 4. PNUMA, Mexico City. 250 p.
- Altieri, M.A. 1999. Dimensiones multifuncionales de la agricultura ecologica en America Latina. PED-CLADES/CIED. Lima. 82 p.
- Altieri, M.A. et N. Uphoff l999. Alternatives to conventional Modern Agriculture for meeting world food needs in the 21st century. Cornell International Institute for Food, Agriculture and Development. Ithaca, New York.
- Altieri, M.A. 1999. Agroecologia: bases para una agricultura sustentable. Nordan Comunidad, Montevideo.
- Altieri, M.A. 2001. Genetic engineering in agriculture: the myths, environmental risks and alternatives. Food First Spécial Report No.1. Food First Books, Oakland, Californie.
- Nicholls C., M.A Altieri et J. Sanchez. 2001. Manual practico de control biologico para una Agricultura Sustentable. Editorial Vida Sana, Espagne. 86 p.
- Altieri, M.A. et C.I. Nicholls. 2004. Biodiversity and Pest Management in Agroecosystems. The Harworth Press, NY. (2e édition).
- Gurr. G.F, S.D. Wratten et M.A. Altieri 2004. Ecological engineering for pest management: Advances in habitat management for arthropods. CSIRO Publishing, Collingwood Australie.
- Altieri, M.A. et C.I. Nicholls 2005. Manage insects on your farm: a guide to ecological strategies. USDA-SARE, Beltsville, MD.
- Altieri, M.A. et C.I. Nicholls 2005. Agroecology and the search for a truly sustainable agriculture. UNEP Basic Textbooks for Environmental Training. UNEP-ROLAC, Mexico D.F.
- Altieri, M.A. éditeur invité. Numéro spécial : Biotechnology in Agriculture. Bulletin of Science, Technology and Society. Vol 25 N.4. (2005).
- Altieri, M.A. et Clara I. Nicholls 2007. Biodiversidad y manejo de plagas ene agroecosistemas. ICARIA Editorial, Barcelone.
- Altieri, M.A. et P. Koohafkan 2008. Enduring farms: climate change, smallholders and traditional farming communities. Environment and Development Series 6. Third World Network, Malaisie.
- Altieri, M.A. 2008. Small farms as a planetary asset: five key reasons why we should support the revitalization of small farms in the global South. Environment and Development Series 7. Third World Network, Malaisie.
- Mansur, M.I., E. Bravo, M.Altieri et al. 2009. America Latina: la transgenesis de un continente. Heinrich Boll Stiftung, Cono Sur.
- Zhengyue, M.A. Altieri et Youyong, Z. 2009. Integrated Pest Management. Science Press, Chine.
- Altieri, M.A. 2010. Globally Important Agricultural Heritage Systems. Food and Agriculture Organization, Rome. 41 p.
- Leon, T.S. et M.A. Altieri (editors) 2010. Vertientes del Pensamiento Agroecologico: Fundamentos y aplicaciones. IDEAS 21. Universidad Nacional de Colombia. Bogota. 293 p.